# Rosa Roth – Der Tag wird kommen
Der Tag wird kommen ist ein dreiteiliges Serien-Special der Krimi-Reihe Rosa Roth mit Iris Berben in der Hauptrolle. Die Dreharbeiten erstreckten sich vom 5. November 2005 bis zum 28. Februar 2006 an Schauplätzen in Berlin, Brüssel, Amsterdam und Paris unter dem Arbeitstitel Sechs Tage zuviel. Der Soundtrack stammt von Klaus Doldinger, das Titellied Sechs Tage wird von Xavier Naidoo gesungen.

## Handlung

### Teil 1
Während der inhaftierte Katzmann mit Rosa Roth über Hafterleichterungen verhandelt, trifft sich sein Auftraggeber, der Waffenhändler van Kleve, mit zwei Arabern, denen er eine Waffe aus Porzellan verkaufen will. Sie ist an Sicherheitskontrollen nicht auffindbar und leicht zu verstecken. Leider sind einem Waffenschmied van Kleves die Patronen am Flughafen gestohlen worden und in die Hände des BKA gelangt. Im Gefängnis plant Katzmann derweil seinen Ausbruch. Um die Wirkungsweise der Waffe zu zeigen, wird dies den Käufern anhand des Mordes an van Kleves Waffenschmied in Paris demonstriert. Um die Patronen wieder zu erlangen, wird Katzmann während einer fingierten Gegenüberstellung befreit. Um Rosa Roth eine Beteiligung anzulasten, werden Beweise wie ein Treffen mit Katzmanns Anwalt und Bestechungsgelder auf ihrem Konto fingiert. Um sie weiterhin unter Druck zu setzen, wird ihre Kollegin Karin entführt. Als Bedingung für ihre Freilassung soll Rosa Polizeigeheimnisse spezieller Art der Gruppe van Kleves übermitteln. Es beginnt ein Leben auf der Flucht vor BKA, BND und ihren Kollegen, bei denen sich ihr Kollege Röder und der Spurensicherer Dr. Nikolai als unerwartete Helfer entpuppen.

### Teil 2
Katzmann gerät in den Verdacht mit dem BND gemeinsame Sache machen zu wollen, als man seinen Anwalt bei einem Treffen mit der BND-Agentin Frau Krayen beobachtet. Um van Kleve zu beruhigen, willigt er ein, seinen Anwalt zu töten. Als Rosa und Röder den Anwalt finden, entdeckt der herbeigerufene Dr. Nikolai eine Karte der Cateringfirma für die OPEC-Tagung im Berliner Kongresscenter. Für weitere Hinweise schleicht sich Roth mit Nikolai in das Büro ihres Vorgesetzten, der für die Sicherheit bei der Tagung zuständig ist. Kleves Leute und Katzmann überfallen derweil das BKA und erbeuten die Patronen zurück. Roth, die herausgefunden hat, dass Willem van Kleve sich in Berlin befindet, folgt ihm in der U-Bahn. Dort wird sie von seinen Leuten mitgenommen und zu einer verlassenen Fabrik gebracht. Sie trifft dort Katzmann und er will jetzt Rache. Doch das passt van Kleve nicht in seine Pläne. Rosa soll an einen stillen Ort gebracht und erledigt werden. Da der Anwalt Katzmanns tot ist und die Entführer Karins nicht wissen, was sie machen sollen, verschleppen sie sie auf ein Boot. Ein gesuchter Vergewaltiger, der Rosas Kollegen bereits gleichermaßen Probleme bereitet, beobachtet sie dabei. Während der Autofahrt kann Rosa den Fahrer überwältigen, wobei sich der Wagen überschlägt.

### Teil 3
Nachdem Kommissarin Roth im Krankenhaus erwacht, versucht Dr. Nikolai sie zu entführen. Sie tötet ihn in Notwehr, nachdem sie erkennen muss, dass er zu den Verschwörern gehört und Rosa nur ausgenutzt hat. Sie flüchtet mit ihrem Kollegen Röder aus dem Krankenhaus. Durch den Vergewaltiger Wuttke hat die Polizei den Verbleib von Karin erfahren und Rosa entschließt sich, sich ihnen zu stellen. Nachdem Karin befreit ist, versucht Rosa einen Weg in Nikolais Wohnung finden. Dabei entdeckt sie interessante Pläne für einen Anschlag auf die OPEC-Konferenz. Da sich im Unfallwagen von Rosa die Hälfte der Patronen befanden, hat van Kleve nur die andere Hälfte zur Auslieferung. Der Abgesandte der Verschwörer, Memet Kurum, trifft sich mit van Kleve zur Übergabe. Der Abgesandte wird von seinem Aufpasser erschossen, um van Kleve gegenüber dessen Bruder zu diffamieren. Röder hat inzwischen durch einen Hinweis einen fast tödlichen Zusammenstoß mit van Kleves Mitarbeiter Johnson, den er aber an der Flucht hindern kann. Inzwischen laufen die Vorbereitungen zur Konferenz auf vollen Touren. Rosa Roths Vorgesetzter Steinkopf und Krayen überwachen diese. Unbemerkt aber kann ein Attentäter (ein Vertrauter Nabils) als Pressefotograf getarnt in die Konferenz eindringen. Aber alle Beobachtungen laufen auf zwei andere Attentäter, die nur als Köder dienen sollen. Als Roth mit ihrem Kollegen dort eintrifft, entpuppt sich während der Pressekonferenz die BND-Frau Krayen als zweiter Attentäter. Als Rosa sich anschließend im Krankenhaus mit Kubik ausspricht, taucht Pia auf, um Röder und Johnson mundtot zu machen. Sie erwischt nur Röder, den sie im Koma erschießt. Weil Pia nicht redet, sucht Roth van Kleve in Amsterdam auf. Dieser hat gar kein Interesse mit ihr zu reden und wird aus dem Hinterhalt von Memets Bruder erschossen.

## Ausstrahlung
Die Free-TV-Premiere der drei Teile erfolgte am 23., 25. und 28. April 2007 im ZDF.
Den ersten Teil verfolgten insgesamt 4,27 Millionen Zuschauer bei 13,6 Prozent Marktanteil. In der werberelevanten Zielgruppe lag der Marktanteil bei 5,9 Prozent durch 0,73 Millionen Zuschauer.

## Kritik
Das Lexikon des internationalen Films konstatiert: „Handwerklich geschickter (Fernseh-)Thriller als Special zur Krimiserie Rosa Roth. Die Handlung spielt an sechs aufeinanderfolgenden Tagen, wodurch die Zeit reizvoll verdichtet wird und sich die Handlung wie im Zeitraffer entwickelt. Dabei ist der von der US-Serie 24 inspirierte, eher übertriebene Thrillerplot nichts für zart besaitete Rosa-Roth-Fans.“
Das Fernsehmagazin TV Spielfilm fand, der erste Teil sei „fesselnd und stilsicher inszeniert“ und „packend“, jedoch gäbe es logische Brüche. Im „prickelnd[en]“ Teil zwei „gewinnen die Bösen an Kontur“, während das Finale als „überraschend, wenn auch etwas hanebüchen“ beschrieben wurde. Die „plakativ vorangestellten aggressiven Koranzitate“ seien „fragwürdig“. So sei der Abschluss des Dreiteilers „manchmal prätentiös, aber nie langweilig“.